# Dario I Vettori
Dario I Vettori (Firenzuola 19 de noviembre de 1903 – Firenzuola 12 de junio de 1973) fue un lutier y músico italiano.

## Datos biográficos
Nacido en Firenzuola, se desempeñó en un principio como músico y luego como violista en el Cuarteto Benelli, con su hermano Vasco Vettori y los hermanos Emilio y Vasco Benelli. Inició su carrera como lutier autodidacta y a los treinta años se dedicó profesionalmente a la lutería con el maestro Primo Contavalli, de quien fue "alumno predilecto". Más tarde se perfeccionó con el reconocido lutier Giuseppe Ornati. Forjó un vínculo importante con Fernando Ferroni, conocido en Florencia en 1940, a quien compró algunos instrumentos, incluida una copia de la  Viola "Medicea" de Stradivarius.
Hay tres fases de su producción, caracterizadas por diferentes rasgos estilísticos. En la primera  es reconocible la escuela de Romaña, con influencias de Contavalli. La segunda etapa evidencia las enseñanzas de  Ornati y la escuela milanesa. En el tercer período surge un estilo personal, evidente en el tallado de las volutas, que presentan una profunda espiral. 
Conocido como el Lutier de la Montaña, en 1949 participó, con una nutrida representación de lutieres toscanos, en la Muestra-Concurso Internacional de Lutería Contemporánea en el marco de las Celebraciones del Tricentenario del Nacimiento de Stradivarius, presentando un violín de su creación.Ganó tres medallas de oro en la exposición Génova-Pegli, en las ediciones de 1956, 1958 y 1960, una medalla de plata en la exposición de Florencia, una medalla de oro en Ancona en 1957 y una medalla de oro en 1965 en Cremona, con motivo de la primera exposición del Mercado Nacional de Instrumentos de Cuerda Modernos, en el Palazzo dell'Arte. Ha sido miembro de ANLAI desde 1966. Al final de su carrera había creado 156 violines, 37 violas, 2 violonchelos, 2 cuartetos de instrumentos.
La Escuela de Música de la Ciudad de Firenzuola recibió el nombre de Dario I Vettori Liutaio después de su muerte.